# سانفورد الكسندر موس
سانفورد الكسندر موس (بالإنجليزية: Sanford Alexander Moss)‏ (23 أغسطس 1872 - 10 نوفمبر 1946) مهندس طيران أمريكي، ورائد في علوم الطيران العلمية، كان أول من استخدم شاحن توربيني على محركات الطائرات

## حياة ومهنة
ولد عام 1872 في سان فرانسيسكو، كاليفورنيا، للزوجين لإرنست غودمان موس وجوزفين سانفورد. حصل على بكالوريوس و ماجستير في الهندسة من جامعة كاليفورنيا، سان فرانسيسكو. حصل على درجة الدكتوراه من جامعة كورنيل حيث بنى أول محرك توربين غازي. وبعد تخرجه ذهب للعمل في شركة جنرال الكتريك. تزوج جيني إديث سومرفيل دونيلي في 23 أغسطس 1899 في شيكاغو، إلينوي.
توفي في عام 1946.